# 秋穂温泉
秋穂温泉（あいおおんせん）は、山口県山口市にある温泉。

## 泉質
単純弱放射能冷鉱泉（ラドン含有量75.2×10⁻¹⁰ Ci/kg）

## 周辺環境
山口市秋穂地区にある「国民宿舎 あいお荘」にて入浴が可能。「あいお荘」は周防灘に突き出る秋穂半島の南方に立地し、露天風呂からは尻川湾および周防灘を眺めることができる。

## アクセス
- JR西日本新山口駅から防長バス「秋穂荘」行き乗車、終点下車（約40分）